# Narcaeus picinus
Narcaeus picinus là một loài nhện trong họ Thomisidae.
Loài này thuộc chi Narcaeus. Narcaeus picinus được Tord Tamerlan Teodor Thorell miêu tả năm 1890.